# Šodžiro Sugimura
Šodžiro Sugimura (japonsko 杉村 正二郎), japonski nogometaš, * 4. april 1905, Osaka, Japonska, † 15. januar 1975.
Za japonsko reprezentanco je odigral eno uradno tekmo.